# 大阪府立吹田高等学校
大阪府立吹田高等学校（おおさかふりつ すいたこうとうがっこう）は、大阪府吹田市原町に所在する公立高等学校。

## 概要
英語科や数学科での少人数授業などを実施している。かつて定時制課程も併設されていたが、定時制課程は2005年度以降募集を停止し、2008年3月に閉課程となった。 愛称は「吹高（すいこう）」。 

## 沿革
1948年の学制改革で新制高等学校制度が発足して以降、大阪府立としては初めての新設高等学校として、1950年に開校した。 開校当初は吹田市千里山6丁目の旧・吹田市立千里山高等学校の校舎を仮校舎として使用したが、翌1951年に現在地に校舎が竣工し、移転している。 定時制課程は大阪府立春日丘高等学校定時制吹田分校（1948年設置）を移管する形で、1952年に設置された。しかし大阪府の定時制高校統廃合の対象校となり、2005年以降の新入生募集を停止し、2008年3月に閉課程となっている。 

### 年表
- 1950年4月 - 大阪府立吹田高等学校として開校。全日制普通科を設置。
- 1951年1月 - 現在地に校舎竣工し、移転。
- 1952年4月1日 - 大阪府立春日丘高等学校定時制吹田分校を定時制として移管。
- 1952年10月17日 - 開校記念式典を実施。この日を創立記念日とする。
- 1957年3月22日 - 校舎火災により、木造校舎1棟焼失。
- 2008年3月31日 - 定時制課程を閉課程。

## 交通
- 東海道本線 岸辺駅 北西へ約1.5km。
- 東海道本線 吹田駅、阪急千里線 吹田駅から阪急バス乗車、吹田高校前バス停または吹高口バス停下車。

## 著名な出身者
- 汝鳥伶 - 宝塚歌劇団専科男役
- 田村裕- お笑いタレント
- 石橋保 - 俳優
- 熱田良一 - 元プロ野球選手
- 西川克弘 - 元プロ野球選手
- 平岩紙 - 女優
- コレサワ（本名是沢寿美）シンガーソングライター